# Joanna Grudzińska
Joanna Grudzińska, född 17 maj 1795 i Poznań, död 17 november 1831 i Tsarskoje Selo, var en szlachta, medlem av den polska adeln. Hon var morganatiskt gift 1820 med Polens vicekung storfurste Konstantin Pavlovitj av Ryssland i dennes andra äktenskap. Vigseln med en kvinna av lägre börd innebar att storfurst Konstantin förlorade arvsrätten till den ryska tronen.

## Biografi
Joanna Grudzińska var dotter till greve Antoni Grudziński och känd för sin skönhet. Hennes syster Maria var gift med upprorsledaren Dezydery Chłapowski, och en annan syster var gift med en av tsarens officerare. Hon mötte storfurst Konstantin på en bal 1815, och inledde sedan ett förhållande med honom. Paret gifte sig 1820; år 1822 tvingades Konstantin avsäga sig sin arvsrätt till tronen, och Joanna Grudzińska fick titeln furstinna av Łowicz. Paret hade inga barn.
Vid det  polska upproret 1830 förblev hon lojal mot Konstantin och följde honom i hans flykt till Białystok, och hon kallades därför landsförrädare av polackerna. Konstantin avled av kolera i Vitebsk strax före deras evakuering till Ryssland. Hon förde hans kropp till Sankt Petersburg, där hon strax därpå själv avled i samma sjukdom.